# 莱沃普兰斯 (阿拉巴马州)
莱沃普兰斯（英文：Level Plains），是美国阿拉巴马州下属的一座城市。面积约为3.06平方英里（约合7.93平方公里）。根据2010年美国人口普查，该市有人口2,085人，人口密度为680.93/平方英里（约合262.93/平方公里）。